# تمرینات قدرتی
تمرینات قدرتی، تمرینات استقامتی یا تمرینات مقاومتی نوعی از تمرینات بدنی است که با تمرکز بر انقباض عضلات باعث افزایش قدرت و استقامت و اندازه عضلات می‌شود.
در صورتی که تمرینات قدرتی درست انجام شود می‌تواند فواید زیادی در احساس سلامت و قدرت استخوان‌ها، عضلات و تاندون‌ها و رباط‌ها ایجاد کند.
ورزشهایی که تمرینات قدرتی به صورت پایه‌ای در آن استفاده می‌شوند شامل بدنسازی، وزنه‌برداری، پاورلیفتینگ، زورخانه،پرتاب وزنه و هنرهای رزمی بسیاری دیگر از رشته‌های ورزشی است.......
هر نوع تمرین بدنی که در آن نیرو علیه مقاومتی وارد شود، تحت عنوان تمرینات قدرتی شناخته می شود؛ که با توجه به نوع مقاومت ایجاد شده، به چندین گروه تمرینات با وزن بدن، تمرینات با کش و تمرینات با وزنه قابل تقسیم بندی می باشد. 
استفاده از روش های مختلف تمرینی باعث می شود، تا بتوان از انواع انقباضات عضلانی برای طراحی تمرین استفاده نمود. با این حال متداولترین روش افزایش قدرت عضلانی، روش ایزوتونیک می باشد.
به عنوان مثال، برای حرکت اسکات با هالتر، هنگام پایین رفتن، طول عضله کوتاه شده و انقباض درونگرا ایجاد می شود. سپس هنگام بازگشت به وضعیت ابتدایی، به تدریج بر طول عضله اضافه شده و انقباض برونگرا رخ می دهد.
نکته حائز اهمیت در زمان انجام تمرینات قدرتی در این است که عضلات در زمان مواجه با یک مقاومت، تحریک می‌شود.
سپس در فواصل زمانی استراحت، عضلات می‌توانند مجدد به بازیابی و ساخت دوباره خود مشغول شوند.
این فرایند باعث می‌شود تا عضلات قوی و بازسای شوند. بنابراین به صورت کلی توصیه می‌شود تا در زمان انجام تمرینات قدرتی حتما زمانی برای بازیابی و استراحت نیز در نظر گرفته شود.